# Howth Head SAC
Howth Head SAC este o arie protejată (sit de importanță comunitară — SCI) din Irlanda întinsă pe o suprafață de 374,72 ha, integral pe uscat.

## Localizare
Centrul sitului Howth Head SAC este situat la coordonatele 53°22′26″N 6°03′52″W / 53.373762°N 6.06453°V.

## Înființare
Situl Howth Head SAC a fost declarat sit de importanță comunitară în mai 1998 pentru a proteja 4 specii de animale.

## Biodiversitate
Situată în ecoregiunea atlantică, aria protejată conține 2 habitate naturale: Faleze cu vegetație de pe coastele atlantice și baltice, Pajiști uscate europene.
La baza desemnării sitului se află mai multe specii protejate de  păsări (4): alca (Alca torda), Fulmarus glacialis, Rissa tridactyla, Uria aalge.
Pe lângă speciile protejate, pe teritoriul sitului au mai fost identificate 8 specii de plante, 2 specii de nevertebrate.